# 2020年中国大陆2019冠状病毒病聚集性疫情列表
本列表收录了从2020年1月1日至12月31日，中国大陆出现的与2019冠状病毒病相关的聚集性疫情。
截至2022年10月，本列表已收录46起聚集性疫情，累计涉及中国大陆范围内除西藏自治区外的所有省级行政区。

## 规则
- 时间：通常，时间一栏的开始时间均为该轮疫情首发感染者的核酸检测阳性时间或报告确诊时间[註 4]。结束时间为官方公布的疫情主要发生地全域低风险时间，详见图例。
- 名称：通常，名称依次包括月份、疫情主要发生地所在省级行政区、市、“聚集性疫情”字样四个部分，例如：10月山东省青岛市聚集性疫情；当有明确官方名称时，再加入官方名称，例如：7-8月辽宁省大连市“722”聚集性疫情；当该轮疫情存在主条目时，名称加入内部链接并加粗显示，例如：6-7月北京市新发地农产品批发市场聚集性疫情。
- 人数：若确诊人数和感染人数没有特殊标记，则统计截至时间与时间一栏的结束时间完全一致；若被标记为（至某月某日），则以标记时间为准。例如，某轮疫情感染人数一栏标记为“748（至8月8日）”，则表示从疫情开始至8月8日累计报告感染人数为748人。感染人数一栏的数字可能为累计报告的确诊人数与无症状感染者之和，也可能仅为含无症状感染者的数量，详见图例。此外，由于存在无症状感染者转为确诊者的情况，因此感染人数可能存在重复统计的情况[註 5]。
- 聚集性证据不充分：当某一轮疫情的“其它相关”一栏出现“聚集性证据不充分”这一字样时，表明该轮疫情同时存在以下情况：第一，在该轮疫情的引文表述中，未出现明显可以佐证病例之间具有流行病学关联的情况；第二，该轮疫情为多个不同来源输入、单个输入病例未在疫情主要发生地传播的可能性较大；第三，该轮疫情的本地感染达到一定的人数且感染者多集中在同一个城市，从这个意义上讲，具有一定的聚集性特征。2020年第一季度，由于媒体的关注点多集中在湖北省（武汉市）及其关联性等原因，本列表收录的这一时期内发生在湖北省外的疫情，会有较多“聚集性证据不充分”的表述出现。

### 图例
| 类别 | 结束时间                                                                   | 结束时间                                                                       | 感染人数                                                                   | 感染人数                                                                   |
| ---- | -------------------------------------------------------------------------- | ------------------------------------------------------------------------------ | -------------------------------------------------------------------------- | -------------------------------------------------------------------------- |
| 显示 | 绿色框                                                                     | 无色框                                                                         | 无色框                                                                     | 黄色框                                                                     |
| 示例 | 6月11日至7月20日                                                           | 10月24日至11月19日                                                             |                                                                            | 26                                                                         |
| 含义 | 全域低风险                                                                 | 其它情况                                                                       | 所有感染者                                                                 | 仅无症状感染者                                                             |
| 解释 | 该轮疫情的主要发生地在某一时间实现了全域低风险。如示例中的7月20日。        | 该轮疫情的主要发生地所有确诊病例均已出院，如示例中的11月19日（存在其它情况）。 | 所有感染者                                                                 | 仅无症状感染者                                                             |
| 备注 | 在结束时间的无色框一栏，时间可能为大面积解除封控管理时间，也可能为其它情况 | 在结束时间的无色框一栏，时间可能为大面积解除封控管理时间，也可能为其它情况     | 在结束时间的无色框一栏，时间可能为大面积解除封控管理时间，也可能为其它情况 | 在结束时间的无色框一栏，时间可能为大面积解除封控管理时间，也可能为其它情况 |

### 符号
| 类别 | 问号                                                                 | “约”                                     | “旬”                                                                   | 大于号                                                         | 小于号                                   |
| ---- | -------------------------------------------------------------------- | ---------------------------------------- | ---------------------------------------------------------------------- | -------------------------------------------------------------- | ---------------------------------------- |
| 显示 | ？                                                                   | 约某月                                   | 上旬、中上旬、中旬、中下旬、下旬                                       | >                                                              | <                                        |
| 示例 |                                                                      | 12月12日至约12月末                       | 12月下旬至约翌年1月                                                    |                                                                |                                          |
| 含义 | 时间完全不明                                                         | 时间不太明确                             | 时间不明确但时间段明确                                                 | 多于某一人数                                                   | 少于某一人数                             |
| 解释 | 疫情结束时间完全不明，或加入时间极有可能导致与同一地区其它疫情混淆。 | 疫情结束时间可以依靠常识判断。           | 仅可以根据来源内容推测出疫情在某一时间段内开始或结束，但具体日期不明。 | 有明确来源证实感染人数等数据大于某一数字，但具体感染人数不明。 | 有明确证据显示表格内的数据被重复统计。   |
| 备注 | 本表格中的“不明”均指编者尚未找到相关内容                             | 本表格中的“不明”均指编者尚未找到相关内容 | 本表格中的“不明”均指编者尚未找到相关内容                               | 本表格中的“不明”均指编者尚未找到相关内容                       | 本表格中的“不明”均指编者尚未找到相关内容 |

## 统计

### 每月死亡人数[註 7]
- 统计一栏下所有数据均来源于中华人民共和国国家卫生健康委员会公布的每月“全国法定传染病疫情概况”，根据该网站表述，上述数据均不含香港、澳门特别行政区和台湾地区[4][5][6][7][8][9][10][11][12][13][14][15]。
- 本统计表1月数据准确性存疑，详见备注[註 7]。
- 官方于2021年发布的“2020年全国法定传染病疫情概况”显示，2020年共计报告确诊病例87,071例，死亡病例4,634例[16][17]。但是上表累加显示确诊病例为86,146例，死亡病例为3,344例。疑似因为1月数据不准确导致上述差异，详见备注[註 7]。

## 2019-2020年
| 时间                         | 名称                | 病毒株 | 确诊人数 | 感染人数 | 溯源 | 指示病例 | 时间线与应对措施 | 其它相关 |
| 2019年12月1日至2020年4月26日 | 1月湖北省聚集性疫情 |        |          |          |      |          |                  |          |

## 1-3月
| 时间               | 名称                                  | 病毒株 | 确诊人数 | 感染人数 | 溯源 | 指示病例 | 时间线与应对措施 | 其它相关         |
| 1月19日至约3月     | 1月广东省聚集性疫情                   |        |          |          |      |          |                  | 聚集性证据不充分 |
| 1月19日至3月15日   | 1月吉林省聚集性疫情                   |        |          |          |      |          |                  | 聚集性证据不充分 |
| 1月20日至5月2日    | 1月上海市聚集性疫情                   |        |          |          |      |          |                  | 聚集性证据不充分 |
| 1月中下旬至6月10日 | 1月北京市聚集性疫情                   |        |          |          |      |          |                  | 聚集性证据不充分 |
| 1月21日至3月3日    | 1月云南省聚集性疫情                   |        |          |          |      |          |                  | 聚集性证据不充分 |
| 1月21日至3月11日   | 1月江西省聚集性疫情                   |        |          |          |      |          |                  | 聚集性证据不充分 |
| 1月21日至3月14日   | 1月湖南省聚集性疫情                   |        |          |          |      |          |                  | 聚集性证据不充分 |
| 1月21日至3月15日   | 1月天津市（含宝坻百货大楼）聚集性疫情 |        |          |          |      |          |                  | 聚集性证据不充分 |
| 1月21日至3月16日   | 1月宁夏回族自治区聚集性疫情           |        |          |          |      |          |                  | 聚集性证据不充分 |
| 1月21日至3月19日   | 1月四川省聚集性疫情                   |        |          |          |      |          |                  | 聚集性证据不充分 |
| 1月21日至3月20日   | 1月重庆市聚集性疫情                   |        |          |          |      |          |                  | 聚集性证据不充分 |
| 1月21日至3月22日   | 1月浙江省聚集性疫情                   |        |          |          |      |          |                  | 聚集性证据不充分 |
| 1月21日至3月24日   | 1月海南省聚集性疫情                   |        |          |          |      |          |                  | 聚集性证据不充分 |
| 1月21日至3月24日   | 1月山东省聚集性疫情                   |        |          |          |      |          |                  | 聚集性证据不充分 |
| 1月21日至4月13日   | 1月河南省聚集性疫情                   |        |          |          |      |          |                  | 聚集性证据不充分 |
| 1月22日至3月7日    | 1月福建省聚集性疫情                   |        |          |          |      |          |                  | 聚集性证据不充分 |
| 1月22日至3月8日    | 1月安徽省聚集性疫情                   |        |          |          |      |          |                  | 聚集性证据不充分 |
| 1月22日至3月13日   | 1月山西省聚集性疫情                   |        |          |          |      |          |                  | 聚集性证据不充分 |
| 1月22日至3月14日   | 1月江苏省聚集性疫情                   |        |          |          |      |          |                  | 聚集性证据不充分 |
| 1月22日至3月16日   | 1月贵州省聚集性疫情                   |        |          |          |      |          |                  | 聚集性证据不充分 |
| 1月22日至3月17日   | 1月广西壮族自治区聚集性疫情           |        |          |          |      |          |                  | 聚集性证据不充分 |
| 1月22日至3月22日   | 1月辽宁省聚集性疫情                   |        |          |          |      |          |                  | 聚集性证据不充分 |
| 1月22日至4月6日    | 1月河北省聚集性疫情                   |        |          |          |      |          |                  | 聚集性证据不充分 |
| 1月23日至3月6日    | 1月陕西省聚集性疫情                   |        |          |          |      |          |                  | 聚集性证据不充分 |
| 1月23日至3月19日   | 1月内蒙古自治区聚集性疫情             |        |          |          |      |          |                  | 聚集性证据不充分 |
| 1月23日至3月25日   | 1月黑龙江省聚集性疫情                 |        |          |          |      |          |                  | 聚集性证据不充分 |
| 1月23日至3月28日   | 1月新疆维吾尔自治区聚集性疫情         |        |          |          |      |          |                  | 聚集性证据不充分 |
| 1月23日至4月27日   | 1月甘肃省聚集性疫情                   |        |          |          |      |          |                  | 聚集性证据不充分 |
| 1月25日至2月26日   | 1月青海省聚集性疫情                   |        |          |          |      |          |                  | 聚集性证据不充分 |

## 4-6月
| 时间             | 名称                                      | 病毒株 | 确诊人数 | 感染人数 | 溯源                             | 指示病例 | 时间线与应对措施 | 其它相关         |
| 4月至5月16日     | 4月黑龙江省聚集性疫情                     |        |          |          |                                  |          |                  | 聚集性证据不充分 |
| 5月8日至6月7日   | 5月吉林省吉林市聚集性疫情                 |        |          |          |                                  |          |                  |                  |
| 5月9日至6月2日   | 5月湖北省武汉市聚集性疫情                 |        |          |          |                                  |          |                  |                  |
| 6月11日至7月20日 | 6-7月北京市新发地农产品批发市场聚集性疫情 |        | 335      |          |                                  |          |                  |                  |
| 6月              | 6月河北省雄安新区聚集性疫情               |        |          |          | 此次疫情主要与北京输入病例有关。 |          |                  |                  |

## 7-11月
| 时间                 | 名称                                      | 病毒株                            | 确诊人数        | 感染人数 | 溯源                                 | 指示病例                                                             | 时间线与应对措施 | 其它相关 |
| 7月15日至9月1日      | 7-8月新疆维吾尔自治区乌鲁木齐市聚集性疫情 |                                   | 748（至8月8日） |          |                                      |                                                                      |                  |          |
| 7月22日至8月30日     | 7-8月辽宁省大连市“722”聚集性疫情          |                                   | 92              | 26       |                                      |                                                                      |                  |          |
| 10月11日至11月12日   | 10月山东省青岛市聚集性疫情                |                                   |                 |          |                                      |                                                                      |                  |          |
| 10月24日至11月19日   | 10月新疆维吾尔自治区喀什市聚集性疫情      |                                   | 78              | 350      |                                      | 零号病例是一个装卸工。                                               |                  |          |
| 11月8日至约12月4日   | 11月天津市聚集性疫情                      |                                   |                 |          |                                      | 本轮疫情首位确诊病例是冷库搬运工。                                   |                  |          |
| 11月21日至约12月24日 | 11月内蒙古自治区满洲里市聚集性疫情        | L 基因型欧洲家系分支I(B.1.1 分支) |                 |          | 本轮疫情毒株与俄罗斯流行株高度同源。 | 11 月21 日满洲里市在应检尽检过程中，发现2 例新冠病毒核酸检测阳性者。 |                  |          |

## 12月
| 时间                  | 名称                                         | 病毒株                             | 确诊人数 | 感染人数 | 溯源                                                                                         | 指示病例                                                               | 时间线与应对措施 | 其它相关 |
| 12月7日至12月17日     | 12月四川省成都市郫都区聚集性疫情             | L型欧洲家系分支2.3                 |          |          |                                                                                              |                                                                        |                  |          |
| 12月12日至约12月末    | 12月新疆维吾尔自治区吐鲁番市高昌区聚集性疫情 | L基因型欧洲家系分支I/B.1.1进化分支 |          |          |                                                                                              |                                                                        |                  |          |
| 12月15日至翌年1月下旬 | 12月辽宁省大连市聚集性疫情                   |                                    | 51       | 32       | 此起疫情中的绝大多数病例为大连港一冷链企业工人因搬运俄罗斯籍货轮上呈阳性的散装货品导致感染。 | 12月15日，大连港一冷链企业4名搬运工人例行定期核酸检测结果呈阳性。      |                  |          |
| 12月23日至翌年1月20日 | 12月辽宁省沈阳市聚集性疫情                   |                                    |          |          |                                                                                              | 11月29日，尹某某由韩国抵达沈阳桃仙机场，在解除入境集中隔离10日后确诊。 |                  |          |
| 12月下旬至约翌年1月   | 12月北京市顺义区聚集性疫情                   |                                    |          |          |                                                                                              |                                                                        |                  |          |

## 备注
1. ↑  截至2022年10月，编者尚未找到全面、准确的官方通报，因此无法做完全统计。
2. ↑  因缺乏相关资料等原因，2020年第一季度的疫情多以整个省份为收录范围。
 此外，本列表还包含1起开始于2019年的湖北省疫情。
3. ↑  2020年全年，西藏自治区仅报告1例本土病例[1][2][3]。
4. ↑  通常，核酸检测阳性的人员会在第二天被报告为确诊病例或无症状感染者。
此外，若未找到明确的首发感染者报告时间，则以新闻报道中某月某日以来的起始时间为疫情开始时间。
5. ↑  即重复统计了无症状感染者转为确诊者那部分的数量，因此报告感染人次可能大于实际感染人数。
6. ↑  在一些情况下，参考资料内的结束时间无法直接作证为该轮疫情结束时间，例如可能有在结束时间和开始时间中间发生了新一轮疫情的情况，遇到此类情况时，结束时间前加“约”字样。
7. 1 2 3 4  关于1月确诊人数，疾病预防控制局在“2020年1月全国法定传染病疫情概况”作出如下表述：“2020年1月20日，国家卫生健康委发布公告，将新型冠状病毒肺炎纳入乙类传染病并按照甲类传染病管理，截至1月31日24时，全国累计报告确诊病例11791例，死亡259人。”因此该数据是否为1月1日至1月31日的完整病例数据存疑。若有其它可靠来源，请编者更新修正。
8. ↑  该时间为第一例患者出现症状的时间（依据是中日友好医院副院长曹彬等科研人员2020年1月24日发表在《柳叶刀》的论文[18]）